# Família Varasnúnio
Varasnúnio (em latim: Varazrunius) ou Varajenuni (em armênio/arménio: Վարաժնունի; romaniz.: Varažnuni) foi uma família nobre armênia (nacarar) da Antiguidade e Idade Média.

## História
Segundo a tradição relatada pelo historiador armênio medieval Moisés de Corene, os Varasnúnios tinham origem haíquida através do jovem Varaje, filho de Dátis e parente distante de Gelâmio através do neto dele, Garnique. Moisés o descreve como um hábil caçador distinguido pelo rei artaxíada Artaxias I (r. 189–160 a.C.), que o teria nomeado mordomo das caçadas reais e o dotou de terras no vale de Razdã, a oeste do lago Sevã. O primeiro vestígio escrito desta família, no entanto, data de 555, com Maictes Varasnúnio, e nesse contexto a família aparece nas terras situadas no vale de Razdã, no cantão homônimo de Varasnúnia, em Airarate. A família pode ter obtido em data indeterminada este cantão anteriormente ligado ao domínio real, o que pode sugerir que provém da dinastia arsácida reinante ou de uma família relacionada (talvez do norte do lago de Vã (Vaspuracânia), onde existe outro cantão com o mesmo nome).
A Lista de Trono (Գահնամակ, gahnamak) os menciona em 61.ª posição entre as casas nobres. A Lista Militar (Զորնամակ, Zōrnamak), o documento que indica a quantidade de cavaleiros que cada uma das famílias nobres devia ceder ao exército real em caso de convocação, afirma que deviam arregimentar 300 cavaleiros. Os Varasnúnios perderam suas terras sob o domínio dos árabes e depois se refugiaram nas Vaspuracânia, onde tornaram vassalos dos Arzerúnios; O historiador armênio dos séculos IX e X Tomás Arzerúnio faz menção a Melias Varasnúnio, que foi martirizado em 853. Por volta de 1000, a família reaparece no comando do cantão vaspuracano de Varasnúnia. A última menção de um dos membros desta família é a de Isaque Varasnúnio, falecido em 1000/1:
| “ | No ano de 449 (21 de março de 1000 a 20 de março de 1001), houve paz e aliança solene entre o imperador Basílio e Senequerim, rei armênio [da Vaspuracânia]. Este mesmo ano testemunhou a morte de Isaque Marzobã, senhor de Varasnúnia. | ” |
|   | — Mateus de Edessa, Crônica, I.2. |   |

Outros membros da família emigraram para terras bizantinas, onde se colocaram ao serviço dos imperadores, como talvez Melias, o Grande (neste caso neto do referido Melias), o primeiro estratego do tema de Licando, e o duque de Antioquia Filareto Bracâmio.